# Memóriakártya

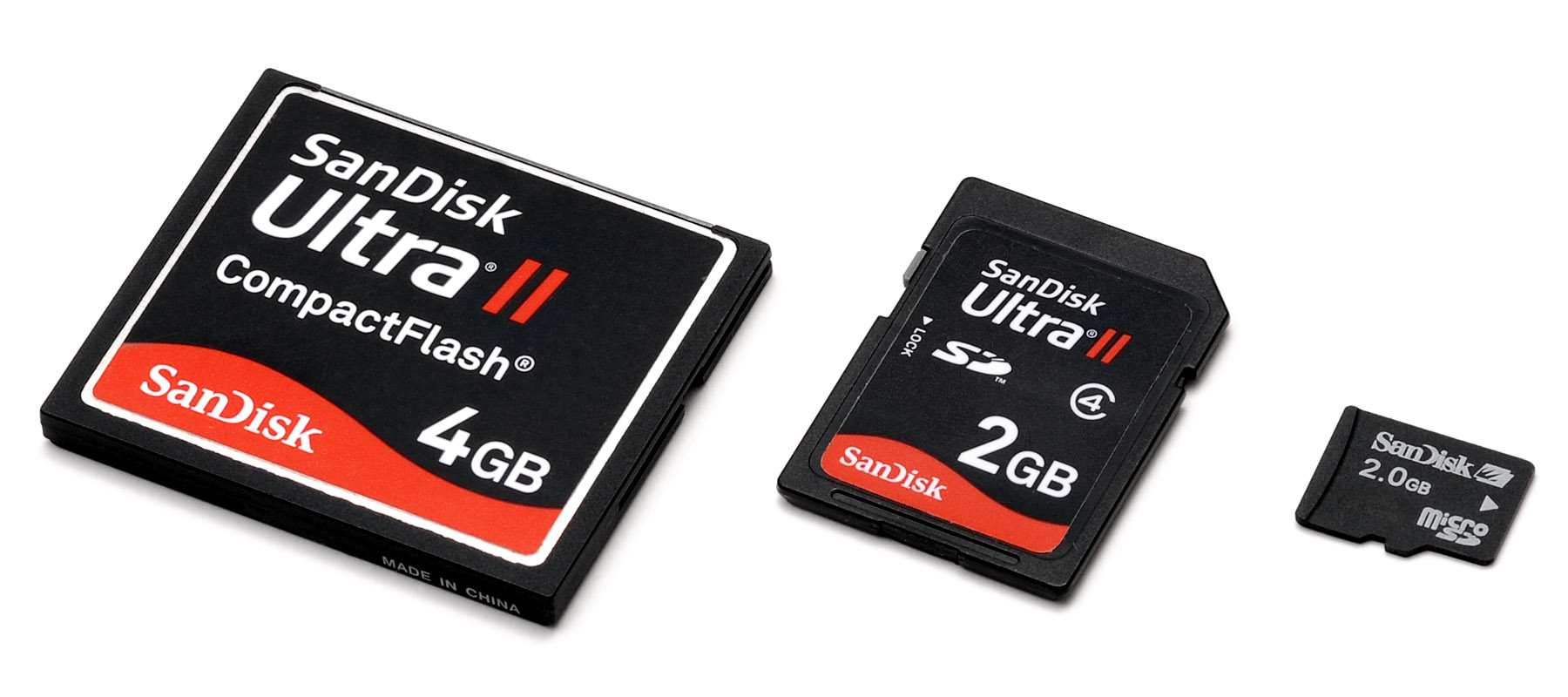
Memóriakártyák 3 különböző szabványosított mérete; balról jobbra haladva a régebbitől az újabb szabvány felé

A memóriakártya olyan hordozható digitális tárolóeszköz, amelynek alakja kártyaszerű. Főbb tulajdonságai: hordozhatóság, energia nélküli adatmegmaradás, kis méret, többszöri írhatóság. Leggyakoribb felhasználása: digitális fényképezőgépek, táblagépek, telefonok, okostelefonok, kamerák, MP3 lejátszók, videójáték-konzolok, adatgyűjtők.
3 fontos jellemzője van: típus, tárolókapacitás és írási/olvasási sebesség.

## Típusok

### CompactFlash, CF
A CompactFlash, röviden CF solid state (szilárd félvezető) technológián alapuló olcsó adattároló. Adattárolásra tipikusan flash memóriát alkalmaz. Nem tartalmaz mozgó alkatrészeket, ezért kevesebb energiát fogyaszt és ellenállóbb a fizikai behatásokkal (például rázkódással) szemben, mint a hagyományos mágneses háttértárak.
1994-ben mutatta be a SanDisk Corporation.
A régebbi digitális fényképezőgépek CompactFlash (CF) kártyát használnak, amelynek két típusa létezik (Type I és Type II). A két változat közötti különbség az adatok felírásának és visszaolvasásának sebességében van. Ma már csak a gyorsabb Type II kártyák használatosak, amelyek azonban kompatibilisek a Type I író-olvasó modulokkal.

### Secure Digital, SD

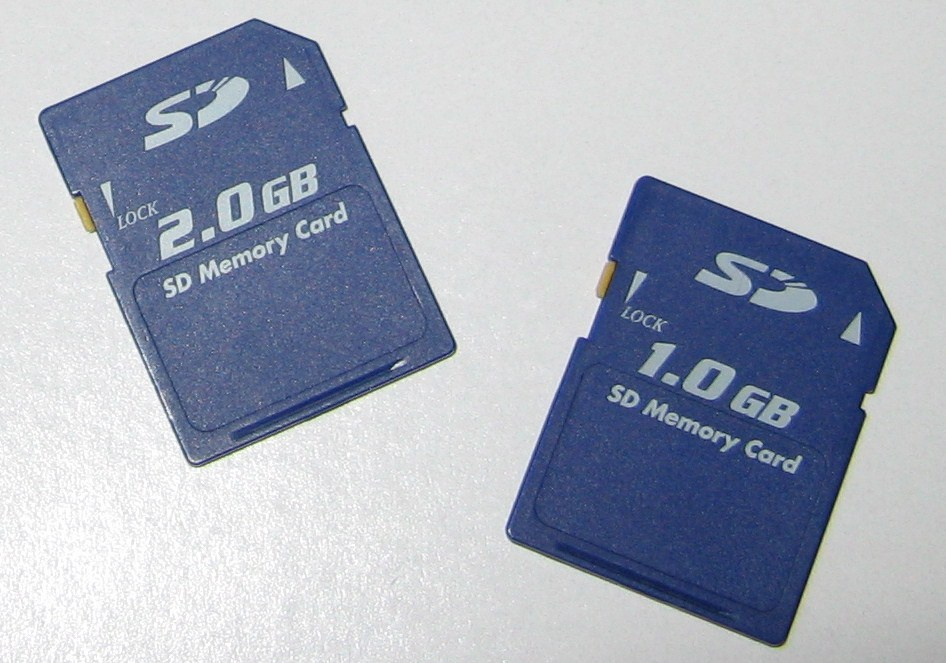
Normál méretű SD kártya

Az utóbbi időkben a Secure Digital (SD) kártya a legelterjedtebb, mivel a korábban (főként mobiltelefonokban) alkalmazott MMC kártyáknál sokkal nagyobb adatátviteli sebességet tesz lehetővé. A hagyományos SD-kártya mellett később megjelentek a kisebb méretű MiniSD, majd a még kisebb MicroSD kártyák is. Ezeket a fényképezőgépek, videókamerák és mobiltelefonok is képesek közvetlenül írni és olvasni, a külső kártyaolvasókban azonban csak kiegészítő adapterrel használhatók. A kártyák sebességét a típusuk utáni class 2, class 4, class 6, class 8, class 10 adja meg, amiben a class utáni számok a kártyák minimum írási/olvasási sebességét jelölik MB/s-ban.
Ez az SD kártya nem azonos a személyi számítógépekben használt SD-memóriával, mivel az a synchronous dynamic random access memory, szinkron dinamikus tetszőleges hozzáférésű memória rövidítése.

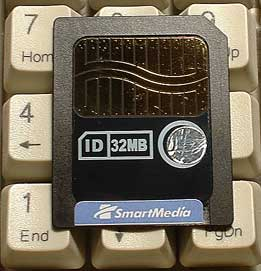
32 MB kapacitású SmartMedia memóriakártya

### SmartMedia
Egy, már nem gyártott memóriakártya-típus, amit a Toshiba fejlesztett ki. A kártyát általában fényképezőgépekben használták, de maximális kapacitása mindössze 128 MB volt.

### Memory Stick
A Memory Sticket főként hordozható eszközökben alkalmazzák, mivel könnyen fel- és lecsatolható, és felcsatolt állapotban a rajta levő adatok könnyen elérhetők. A Sony vezette be, és még ma is ez a cég gyártja messze a legtöbb Memory Sticket. Típusai: Memory Stick Duo, Memory Stick PRO Duo és Memory Stick Micro. A Memory Stick Duot a 128 MB-os méretkorlátozás és lassúsága miatt ma már nem gyártják, a Memory Stick PRO Duo helyettesíti.

### xD-Picture Card

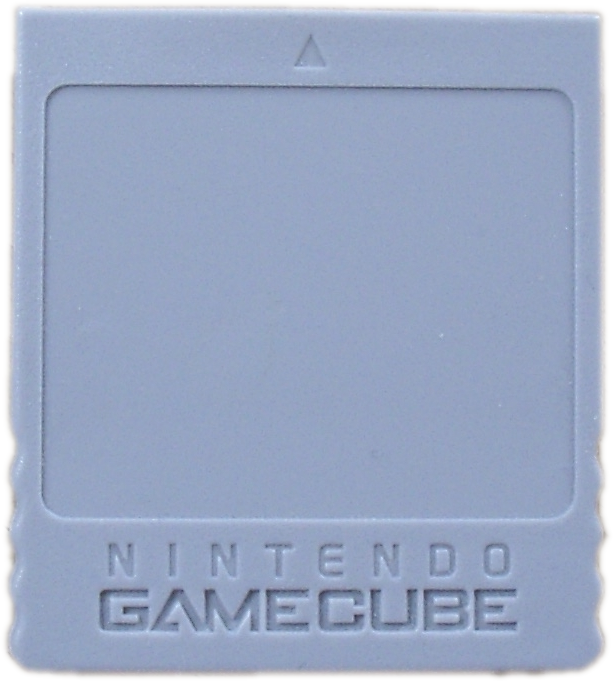
Egy 59 blokkos Nintendo GameCube memóriakártya

Az xD-Picture Card az egyetlen olyan kártyatípus, ami nem tartalmaz vezérlő áramkört. Az Olympus és a Fuji közös fejlesztése. Típusai a Multi-Level Cell (M) típus, a High Speed (H) típus és az Olympus típus. Csak az Olympus és a Fuji készülékei, főleg fényképezőgépei használják. Maximális kapacitása 2 GB.

### MultiMediaCard
A MultiMediaCard főként mobiltelefonokban, PDA készülékekben, MP3 lejátszókban használják. A Secure Digital (SD) kártya elődje. A Siemens és a Sandisk fejlesztette ki. Típusai: Reduced-Size MMC (RS-MMC), Dual Voltage Reduced-Size MMC (DV RS-MMC), MMC4.x, vagy High Speed MMC (HS-MMC), MMCPlus és MMCmobile.

### Játékkonzolok mentéskártyái
Rengeteg játékkonzol memóriakártyára írja a játékok mentéseit. A Nintendo GameCube és a Sony PlayStation konzolok is ilyen adatmentést használnak. A Nintendo jelenlegi, hetedik generációs eszköze, a Wii pedig már rendelkezik olyan opcióval is, hogy választható, hogy hordozható (SD) memóriakártyára vagy belső Flashmemóriára mentse-e az adatokat.
A játékkonzolok gyártói nem tartják magukat a szabványokhoz, ezért minden típusnak saját mentéskártyatípusa van. A játékkonzolok a saját típusú mentéskártyán kívül még néhány más típust is elfogadnak.

## Sebesség
A memóriakártyák sebességét nem közvetlenül kB/s-ban adják meg, hanem a CD-k olvasási sebességéhez mérik. Például: SD card 50x = ca. 7,5 MB/s. Az egyszeres sebesség 150 kB/s. A sebességnek ez a megadási módja a CD-égetésből terjedt át más eszközökre. A High Speed vagy a HyperSpeed kifejezések mögött nincs szabvány, ami megmondja, hogy milyen gyorsnak is kell lenniük.
Emellett még a mérés módszerei sincsenek szabványosítva; a tesztek kevesebb nagyobb méretű fájlt gyorsabban visznek át, mint több kisebb, de összességében ugyanakkora méretű fájlt. A különböző gyártók másként, vagy egyáltalán nem definiálják a sebességet. Egyesek az írási, míg mások az olvasási sebességet veszik alapul, és vannak, akik egyszerre mindkettőt figyelembe akarják venni, és adatátviteli sebességről beszélnek. A neves gyártók azonban mindig megadják  a maguk pontos definícióját.[forrás?]

## Összehasonlítás
| Típus                    | Méretek [mm]   | Vezérlők a kártyán | Kapcsolódási felület | Érintkezők (Pins) | DRM                              | Fájlrendszer                       | Elméleti maximális kapacitás [GiB] | Forgalmazott legnagyobb kapacitás [GiB] | Elméleti olvasási sebesség [MByte/s] | Üzemi feszültség               |
| ------------------------ | -------------- | ------------------ | -------------------- | ----------------- | -------------------------------- | ---------------------------------- | ---------------------------------- | --------------------------------------- | ------------------------------------ | ------------------------------ |
| CompactFlash I           | 42,8×36,4×3,3  | igen               | PATA                 | 50                | (opcionális, többek között CPRM) | tetszőleges (FAT16/FAT32 ajánlott) | 128 (134217728 a CF5.0-nál)        | 100                                     | 133 (167 a CF6.0-nál)                | 3,3V / 5,0V (3,3V a CF5.0-nál) |
| CompactFlash II          | 42,8×36,4×5,0  | igen               | PATA                 | 50                | (opcionális, többek között CPRM) | tetszőleges (FAT16/FAT32 ajánlott) | 128 (134217728 a CF5.0-nál)        | -                                       | 133 (167 a CF6.0-nál)                | 3,3V / 5,0V (3,3V a CF5.0-nál) |
| CFast I                  | 42,8×36,4×3,3  | igen               | SATA                 | 24                | (opcionális, többek között CPRM) | tetszőleges (FAT32 ajánlott)       | 2048                               | 64                                      | 300                                  | 3,3V                           |
| CFast II                 | 42,8×36,4×5,0  | igen               | SATA                 | 24                | (opcionális, többek között CPRM) | tetszőleges (FAT32 ajánlott)       | 2048                               | -                                       | 300                                  | 3,3V                           |
| MMC                      | 24,0×32,0×1,4  | igen               | ?                    | 07                | -                                | tetszőleges                        | 128                                | -                                       | 02,3                                 | 3,3V                           |
| MMCplus                  | 24,0×32,0×1,4  | igen               | ?                    | 13                | -                                | tetszőleges                        | 128                                | 8                                       | 052                                  | 3,3V                           |
| MMC DV                   | 24,0×32,0×1,4  | igen               | ?                    | 07                | -                                | tetszőleges                        | 128                                | 8                                       | 02,3                                 | 3,3V / 1,8V                    |
| RS-MMC                   | 24,0×18,0×1,4  | igen               | ?                    | 07                | -                                | tetszőleges                        | 128                                | 4                                       | 02,3                                 | 3,3V                           |
| RS-MMC DV / MMCmobile    | 24,0×18,0×1,4  | igen               | ?                    | 13                | -                                | tetszőleges                        | 128                                | 4                                       | 052                                  | 3,3V / 1,8V                    |
| MMCmini                  | 20,0×21,5×1,4  | igen               | ?                    | 11                | -                                | tetszőleges                        | 02                                 | ?                                       | 026                                  | 3,3V / 1,8V                    |
| MMCmicro                 | 14,0×12,0×1,1  | igen               | ?                    | 10                | -                                | tetszőleges                        | 128                                | 2 (4)                                   | 010                                  | 3,3V / 1,8V                    |
| SD                       | 24,0×32,0×2,1  | igen               | SD/SPI               | 09                | CPRM                             | FAT16                              | 02 (4)                             | 2 (4)                                   | 025                                  | 2,7V - 3,6V                    |
| SDHC                     | 24,0×32,0×2,1  | igen               | SD/SPI               | 09                | CPRM                             | FAT32                              | 032                                | 32                                      | 025                                  | 2,7V - 3,6V                    |
| SDXC                     | 24,0×32,0×2,1  | igen               | ?                    | 09                | CPRM                             | exFAT                              | 02048                              | 512                                     | 0300                                 | 2,7V - 3,6V                    |
| miniSD                   | 20,0×21,5×1,4  | igen               | SD/SPI               | 11                | CPRM                             | FAT16                              | 128                                | 128                                     | 025                                  | 2,7V - 3,6V                    |
| miniSDHC                 | 20,0×21,5×1,4  | igen               | SD/SPI               | 11                | CPRM                             | FAT32                              | 032                                | 08                                      | 025                                  | 2,7V - 3,6V                    |
| microSD                  | 11,0×15,0×1,0  | igen               | SD/SPI               | 08                | CPRM                             | FAT16                              | 02                                 | 02                                      | 025                                  | 2,7V - 3,6V                    |
| microSDHC                | 11,0×15,0×1,0  | igen               | SD/SPI               | 08                | CPRM                             | FAT32                              | 032                                | 32                                      | 025                                  | 2,7V - 3,6V                    |
| microSDXC                | 11,0×15,0×1,0  | igen               | ?                    | 08                | CPRM                             | exFAT                              | 02048                              | 256                                     | 0300                                 | 2,7V - 3,6V                    |
| xD                       | 25,0×20,0×1,78 | nem                | ?                    | 18                | -                                | tetszőleges                        | 00,512                             | 00,512                                  | 05                                   | 3,0V - 3,3V                    |
| xD Typ M                 | 25,0×20,0×1,78 | nem                | ?                    | 18                | -                                | tetszőleges                        | 08                                 | 02                                      | 04                                   | 3,0V - 3,3V                    |
| xD Typ M+                | 25,0×20,0×1,78 | nem                | ?                    | 18                | -                                | tetszőleges                        | 08                                 | 02                                      | 06                                   | 3,0V - 3,3V                    |
| xD Typ H                 | 25,0×20,0×1,78 | nem                | ?                    | 18                | -                                | tetszőleges                        | 08                                 | 02                                      | 015                                  | 3,0V - 3,3V                    |
| Memory Stick             | 21,5×50,0×2,8  | igen               | ?                    | 10                | MagicGate                        | tetszőleges                        | 00,128                             | 00,128                                  | 02,5                                 | 3,3V                           |
| Memory Stick Select      | 21,5×50,0×2,8  | igen               | ?                    | 10                | MagicGate                        | tetszőleges                        | 00,256                             | 00,256                                  | 02,5                                 | 3,3V                           |
| Memory Stick PRO         | 21,5×50,0×2,8  | igen               | ?                    | 10                | MagicGate                        | tetszőleges                        | 032                                | -                                       | 020                                  | 2,7V - 3,6V                    |
| Memory Stick PRO Duo     | 20,0×31,0×1,6  | igen               | ?                    | 10                | MagicGate                        | tetszőleges                        | 032                                | 08                                      | 020                                  | 2,7V - 3,6V                    |
| Memory Stick PRO-HG Duo  | 20,0×31,0×1,6  | igen               | ?                    | 14                | MagicGate                        | tetszőleges                        | 032                                | 032                                     | 060                                  | 2,7V - 3,6V                    |
| Memory Stick XC Duo      | 20,0×31,0×1,6  | igen               | ?                    | 10                | MagicGate                        | exFAT                              | 02048                              | 0még nem vezették be                    | 020                                  | 3,3V                           |
| Memory Stick XC-HG Duo   | 20,0×31,0×1,6  | igen               | ?                    | 14                | MagicGate                        | exFAT                              | 02048                              | 0még nem vezették be                    | 060                                  | 3,3V                           |
| Memory Stick Micro       | 12,5×15,0×1,2  | igen               | ?                    | 11                | MagicGate                        | tetszőleges                        | 032                                | 08                                      | 020                                  | 3,3V                           |
| Memory Stick HG Micro    | 12,5×15,0×1,2  | igen               | ?                    | 20                | MagicGate                        | tetszőleges                        | 032                                | 016                                     | 060                                  | 3,3V / 1,7V                    |
| Memory Stick XC Micro    | 12,5×15,0×1,2  | igen               | ?                    | 11                | MagicGate                        | exFAT                              | 02048                              | 0még nem vezették be                    | 020                                  | 3,3V                           |
| Memory Stick XC-HG Micro | 12,5×15,0×1,2  | igen               | ?                    | 20                | MagicGate                        | exFAT                              | 02048                              | 0még nem vezették be                    | 060                                  | 3,3V                           |
| SmartMedia               | 45×37×0,76     | nem                | ?                    | 18                | ID                               | tetszőleges (FAT12/FAT16 ajánlott) | 00,128 (0,256)                     | 00,128                                  | 00,8                                 | 5V / 3,3V                      |

Megjegyzések
1. 1 2 3  részben 13, de csak 7-et használ
2. ↑  CPRM = Content Protection for Recordable Media
3. ↑  már nem gyártják

## Wi-Fi-velegybeépített memóriakártyák
A Wi-Fi-s memóriakártyák (pl. SD, CF) belsejébe Wi-Fi-t is építenek, így a kártya tartalma vezetéknélküli hálózaton elérhető. Felhasználása elsősorban digitális fényképezőgépeknél jelentős, ahol az elkészült kép azonnal pl. okostelefonra továbbítható, így akár az internetre is.
A kártya kiépítése történhet a memóriatároló egybeépítésével, vagy a nagyobb kártyatípusokba helyezhető kisebb típusokkal (pl. SD kártyába helyezhető microSD kártyával), ez utóbbi megoldás lehetőséget biztosít a felhasználáshoz ideális méretű tároló használatára.

## Életciklus
A megbízható kártyák nagyságrendileg 1 millió órás működést garantálnak (a megbízhatatlanok jóval kevesebbet). Ez nagyjából 100 éves folyamatos használatot jelent. A kártyák technológiája annyira megbízható, hogy használat közben többnyire csak erőszakos behatásra romlanak el (túlfeszültség, kalapács...), meg kell azonban említeni a koszolódásból és oxidálódásból eredő érintkezési hibákat, vagyis a mostoha bánásmód a kártyát idő előtt működésképtelenné teheti. Valószínűbb, hogy a kártya hosszú évek alatt sem romlik el, csak újabb típusok jelennek meg, amik a korábbi típusokat elavulttá teszik. Elektronikus eszközről lévén szó, szelektív hulladékként kell kezelni.

## Képek

SD, miniSD és microSD kártyák befoglaló méretei
CF kártya befoglaló méretei